# Psammoduon arenicola
Psammoduon arenicola är en spindelart som först beskrevs av Simon 1910.  Psammoduon arenicola ingår i släktet Psammoduon och familjen Zodariidae. Inga underarter finns listade i Catalogue of Life.